# フランシスコ・リアーノ
- フランシスコ・リアーニョ

フランシスコ・リアーノ・フェルナンデス（Francisco Liaño Fernández、1964年11月16日 - ）は、スペイン・サンタンデール出身の元サッカー選手。ポジションはGK。

## 経歴
サモラ賞を2度獲得している。1993-94シーズンは、失点率0.47（38試合出場18失点）を記録した。通算でも、165試合出場142失点と、失点率は1を切っている。

## 所属クラブ
- 1984-1990  ラシン・サンタンデール
- 1990-1991  Sestao SC
- 1991-1996  デポルティーボ・ラ・コルーニャ
- 1996-1998  スポルティング・ヒホン

## タイトル
- デポルティーボ・ラ・コルーニャ
  - サモラ賞 1992-93, 1993-94
  - コパ・デル・レイ 1994-95
  - スーペルコパ・デ・エスパーニャ 1995